# عبد الإله المطيري
عبد الإله المطيري لاعب كرة قدم سعودي و يلعب في مركز مدافع لعب سابقاً مع نادي الفيصلي السعودي .